# Francesco Ferrara (giurista)
Francesco Ferrara (Avola, 21 gennaio 1877 – Napoli, 11 dicembre 1941) è stato un giurista italiano.